# Emalia limuzyńska
Emalia limuzyńska – materiał artystyczny produkowany w Limoges we Francji stosowany w zdobnictwie.

## Historia
Pierwotnie emalie limuzyjskie wytwarzano w opactwie Saint Martial w Limoges, później głównie w warsztatach cechowych. Technika emalii limuzyjskiej komórkowej została w XII w. wyparta przez technikę emalii rowkowej na podkładzie z miedzi. Od XV w. stosuje się technikę emalii malarskiej wzbogacanej złotem oraz opiłkami metalu. W Limoges wytwarzano przede wszystkim przedmioty służące podczas liturgii, np. relikwiarze, krzyże ołtarzowe i procesyjne, kandelabry. Z czasem zaczęto produkować też przedmioty świeckie: plakietki portretowe i kopie malowideł. W XVI w. emalie limuzyjskie zyskały formy renesansowe i manierystyczne. Produkowane były przez rodziny rzemieślnicze: Penicaud, Limosin, Reymond, Nouailher, Courtoys i Decourt.

## Galeria

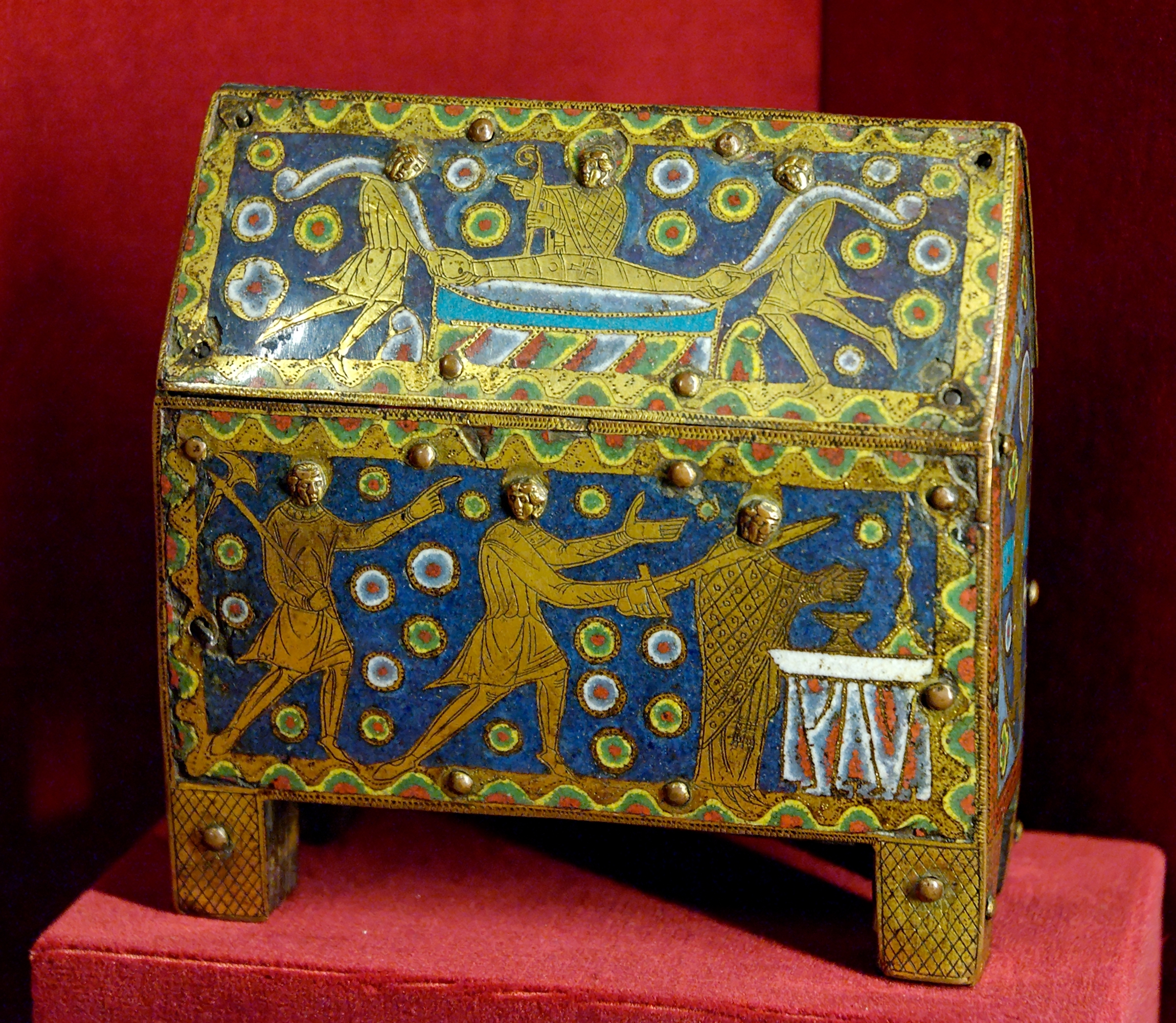
Relikwiarz św. Tomasza Becketa z początku XIII wieku.
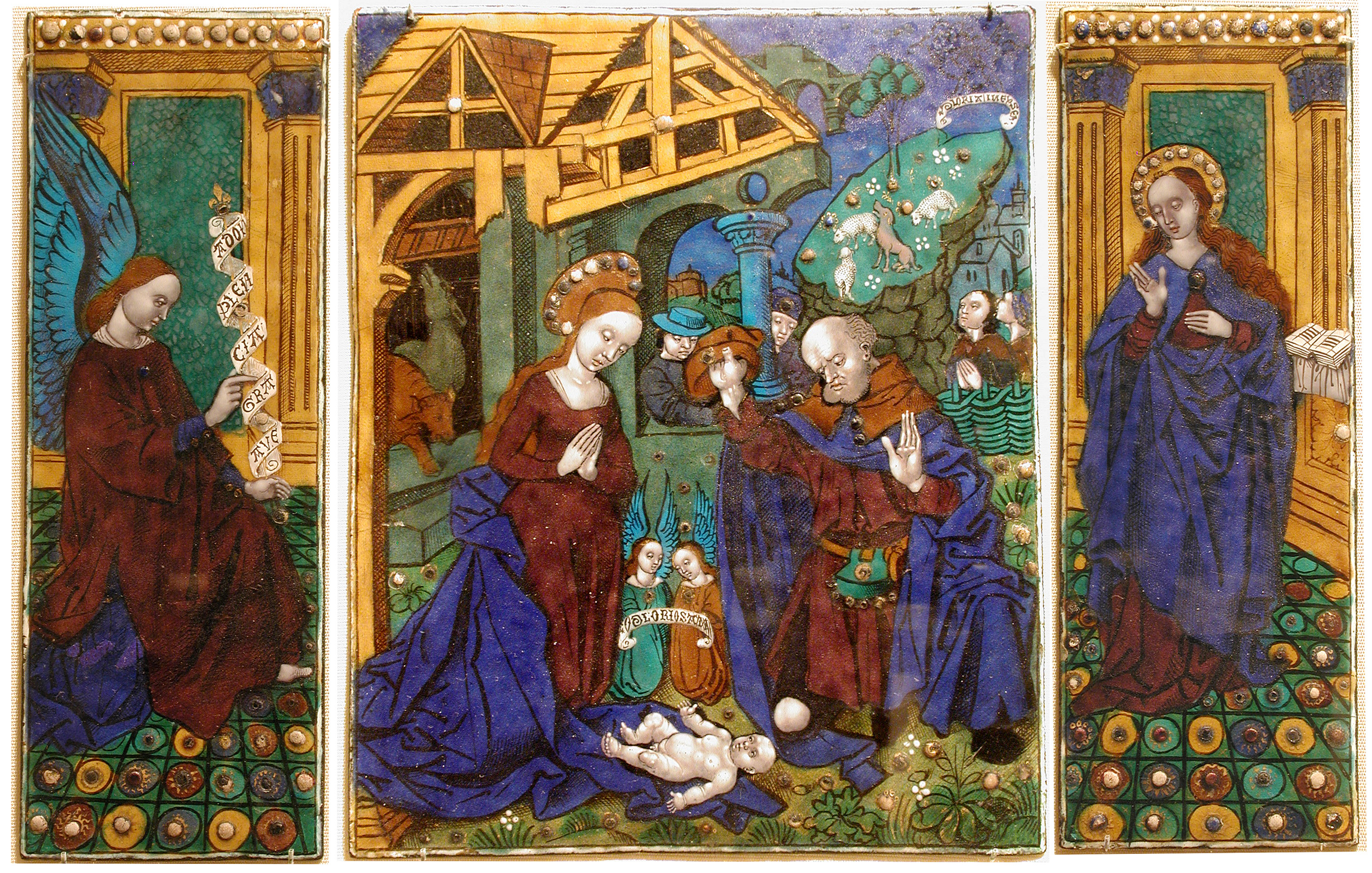
Emaliowany tryptyk z początku XVI wieku
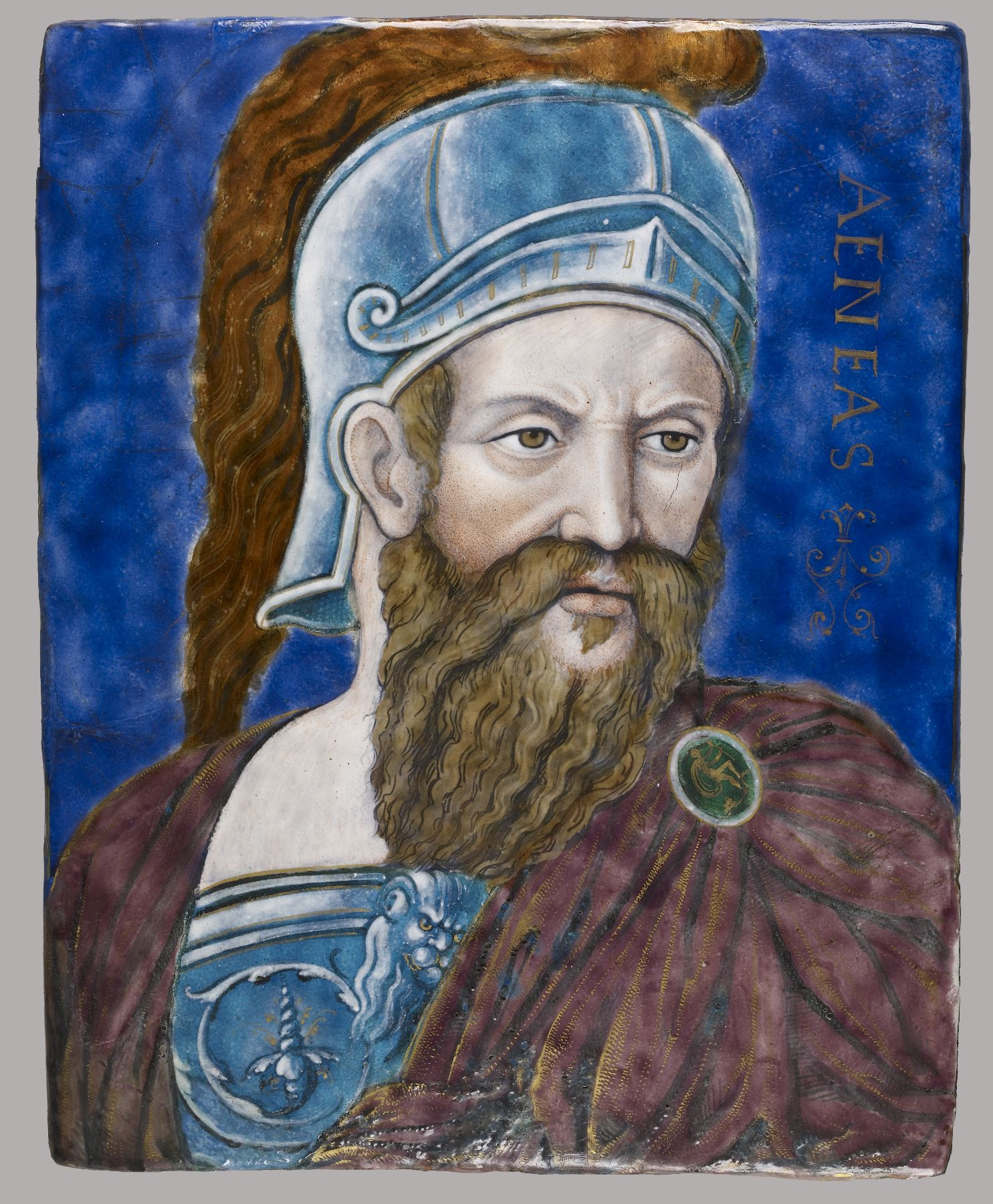
Eneasz, Léonard Limosin, ok. 1540